# Guachichile
Guachichil (Guachichile), pleme Indijanaca iz grupe Coran (Corachol) nastanjeno uzduž granice Michoacána, sjeverozapadno do Saltilla. Pleme je poznato po svojoj ratobornosti prema Španjolcima u Čičimečkom ratu (1550. – 1590.). Glavnina plemena naseljavala je područje oko Lagos de Moreno, Arandas, Ayo el Chico, i Tepatitlana u regionu Los Altos u sjeveroistočnom Jaliscu, ali su lutali i po velikom području Zacatecasa. Uskoro nakon Čičimečkog rata Guachihiles su kristijanizirani i asimilirani.
Ime Guachichile što su im dali Meksikanci označava "heads painted of red" zbog njihovog običaja da crvenom bojom boje svoja tijela, glave i kosu.